# Počaply (okres Příbram)
Počaply (německy Potschapl) jsou obec v okrese Příbram ve Středočeském kraji. Leží asi sedmnáct kilometrů jižně od Příbrami. Žije zde 96 obyvatel.

## Historie
První písemná zmínka o vesnici pochází z roku 1380.
V roce 1932 (přísl. Lhotka, 315 obyvatel) zde byly evidovány tyto živnosti a obchody: bednář, cihelna, 2 hostince, kovář, krejčí, 2 obuvníci, 9 rolníků, obchod se smíšeným zbožím, dvě trafiky, velkostatkář Palffy.

## Obyvatelstvo
| Rok            | 1869 | 1880 | 1890 | 1900 | 1910 | 1921 | 1930 | 1950 | 1961 | 1970 | 1980 | 1991 | 2001 | 2011 | 2021 |
| -------------- | ---- | ---- | ---- | ---- | ---- | ---- | ---- | ---- | ---- | ---- | ---- | ---- | ---- | ---- | ---- |
| Počet obyvatel | 352  | 413  | 356  | 366  | 345  | 363  | 274  | 221  | 209  | 166  | 140  | 129  | 92   | 111  | 99   |
| Počet domů     | 71   | 52   | 53   | 51   | 51   | 51   | 50   | 52   | 48   | 46   | 44   | 50   | 51   | 52   | 54   |

## Obecní správa

### Části obce
- Počaply (k. ú. Počaply u Březnice)
- Stražiště (k. ú. Strážiště)

K obci patří také Holý Vrch, Lhotka, Na Drahách, Na Pazdernách a Počapelský Mlýn.
Sousedními obcemi sídla jsou Myslín, Mirovice, Nestrašovice, Drahenice a Březnice.
V letech 1850–1899 k obci patřily i Bor, Dobrá Voda a Martinice.

### Územněsprávní začlenění
Dějiny územněsprávního začleňování zahrnují období od roku 1850 do současnosti. V chronologickém přehledu je uvedena územně administrativní příslušnost obce v roce, kdy ke změně došlo:
- 1850 země česká, kraj Plzeň, politický i soudní okres Březnice[8]
- 1855 země česká, kraj Písek, soudní okres Březnice
- 1868 země česká, politický okres Blatná, soudní okres Březnice
- 1939 země česká, Oberlandrat Klatovy, politický okres Blatná, soudní okres Březnice[9]
- 1942 země česká, Oberlandrat Plzeň, politický okres Strakonice, soudní okres Březnice[10]
- 1945 země česká, správní okres Blatná, soudní okres Březnice[11]
- 1949 Plzeňský kraj, okres Blatná[12]
- 1960 Středočeský kraj, okres Příbram
- k 1. lednu 1976 Středočeský kraj, okres Příbram, město Březnice[7]
- k 24. listopadu 1990 Středočeský kraj, okres Příbram[7]
- 2003 Středočeský kraj, okres Příbram, obec s rozšířenou působností Příbram

### Obecní symboly
Znak a vlajka byly obci uděleny rozhodnutím předsedkyně Poslanecké sněmovny Parlamentu České republiky dne 25. listopadu 2011.

### Členství ve sdruženích
Počaply jsou členem svazku obcí Březnicko, který byl založen v roce 2003.

## Doprava

### Dopravní síť
Do obce vedou silnice III. třídy. Železniční trať ani stanice či zastávka na území obce nejsou.

### Autobusová doprava 2024
Autobusovou dopravu v obci Počaply zajišťuje společnost Arriva Střední Čechy. Obec je součástí Pražské integrované dopravy (PID). V obci se nachází zastávka Počaply. Autobusová linka 495 spojuje Nepomuk s Rožmitálem pod Třemšínem, Březnicí, Počaply a Mirovicemi.

### Turistika
Územím obce vede modře značená turistická trasa z Dobré Vody do Mirovic.

## Pamětihodnosti
- Kostel svatého Jana Křtitele
- Výšinné opevněné sídliště – hradiště Šance (Bozeň)

## Osobnosti
- Jan Duchoslav Panýrek (1839–1903), středoškolský profesor, popularizátor fyziky a chemie, autor satirických básní (narodil se v nedalekém dvoře Lhotka)[14]

## Galerie

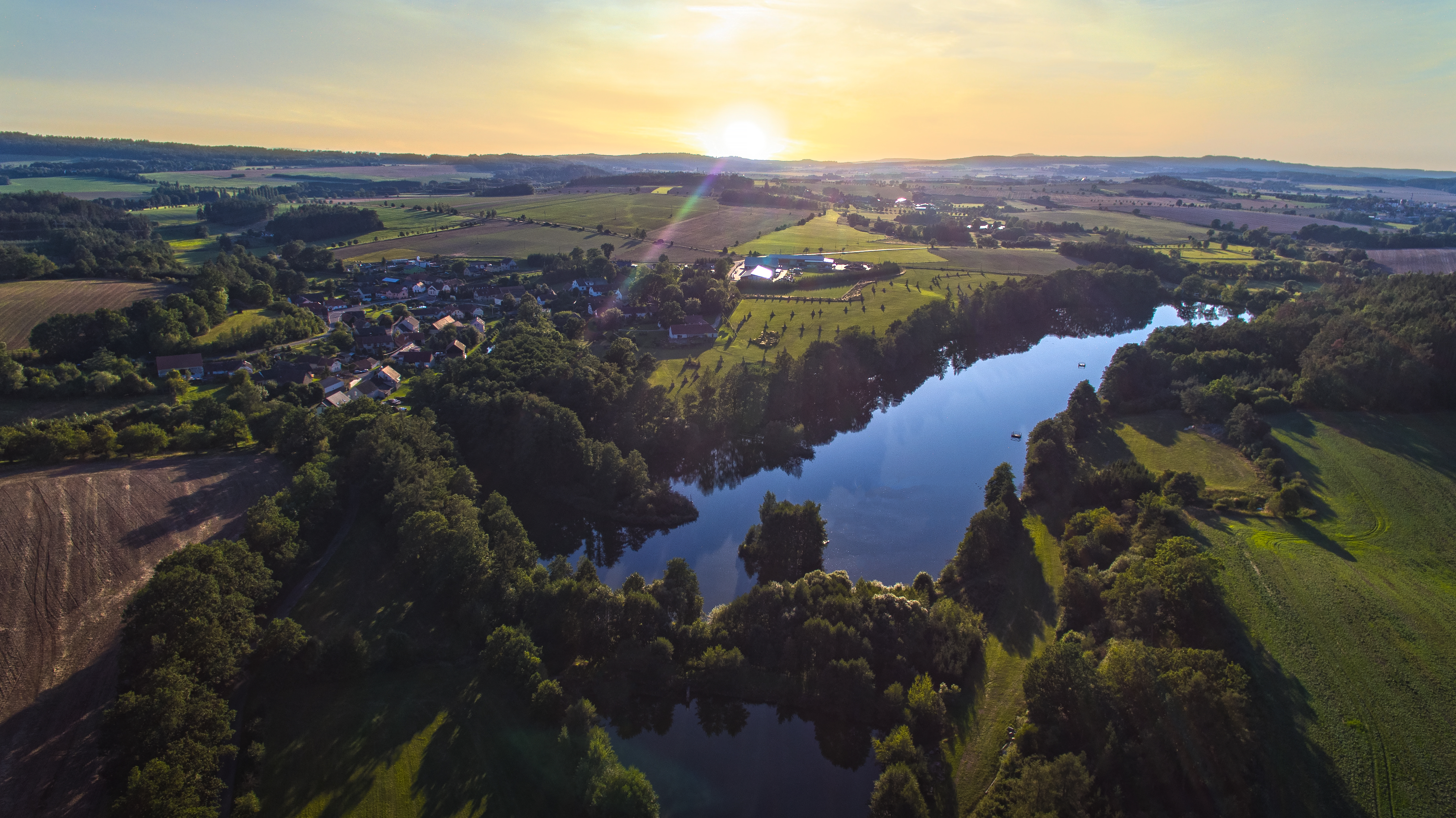
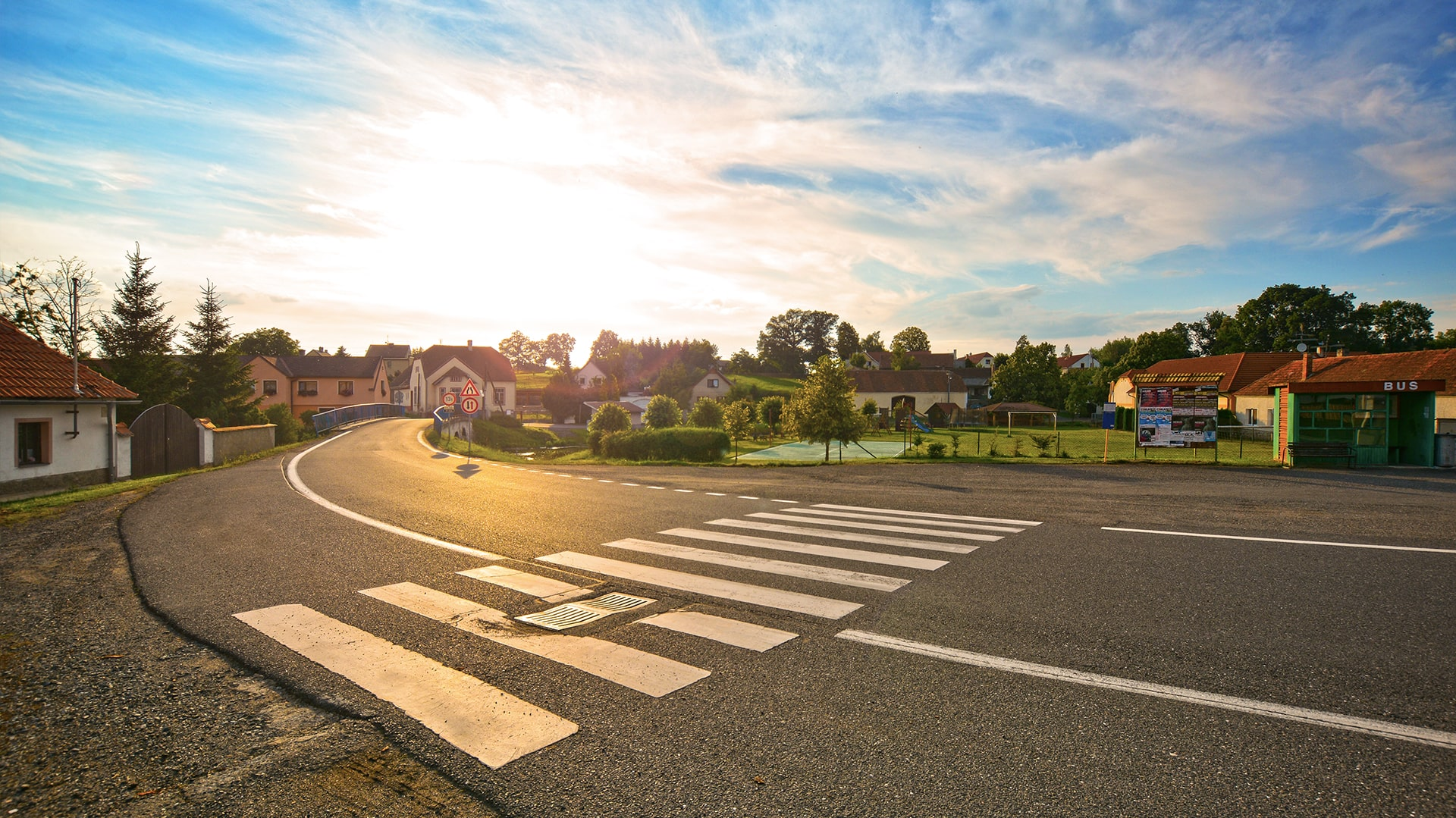
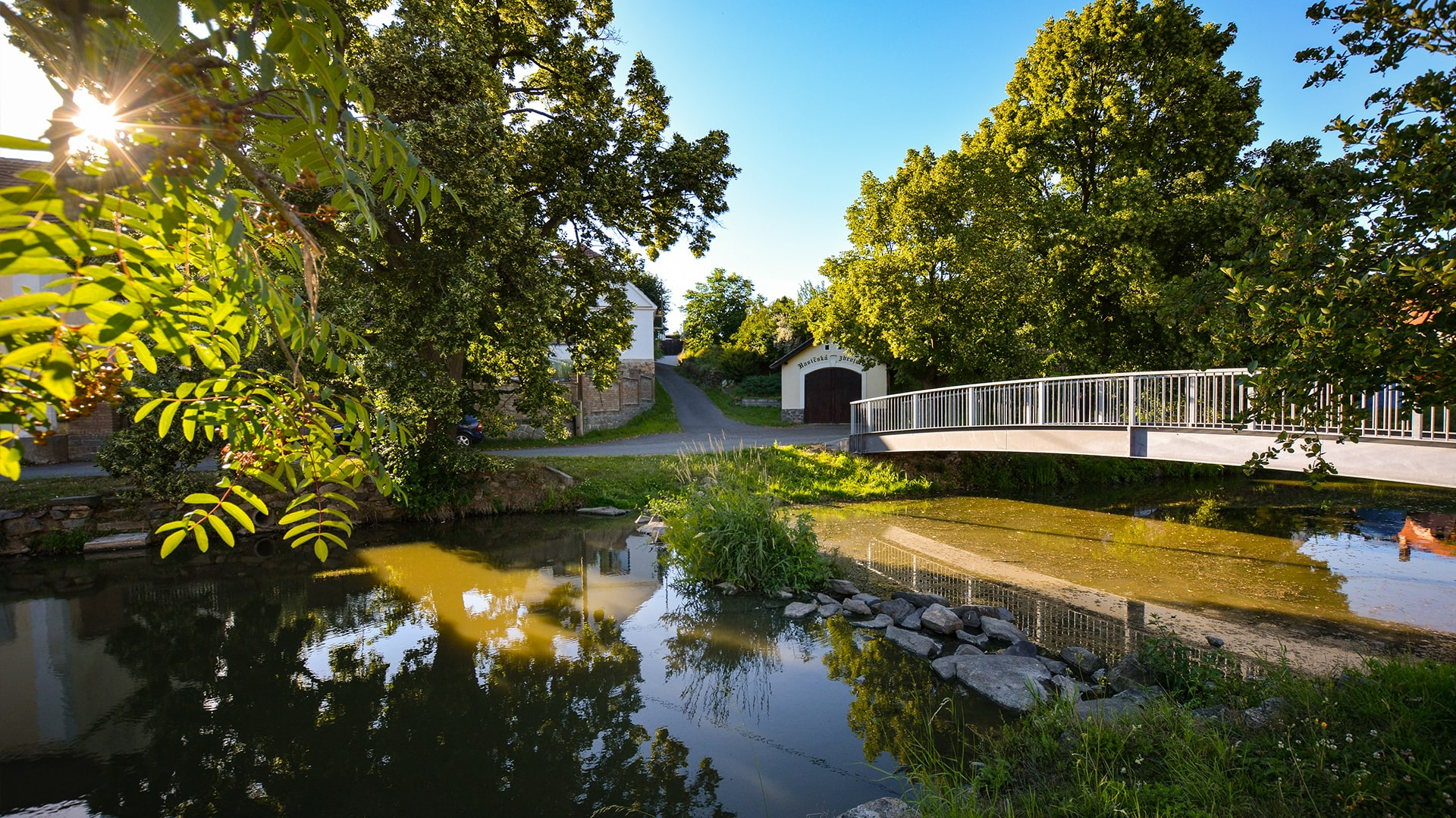
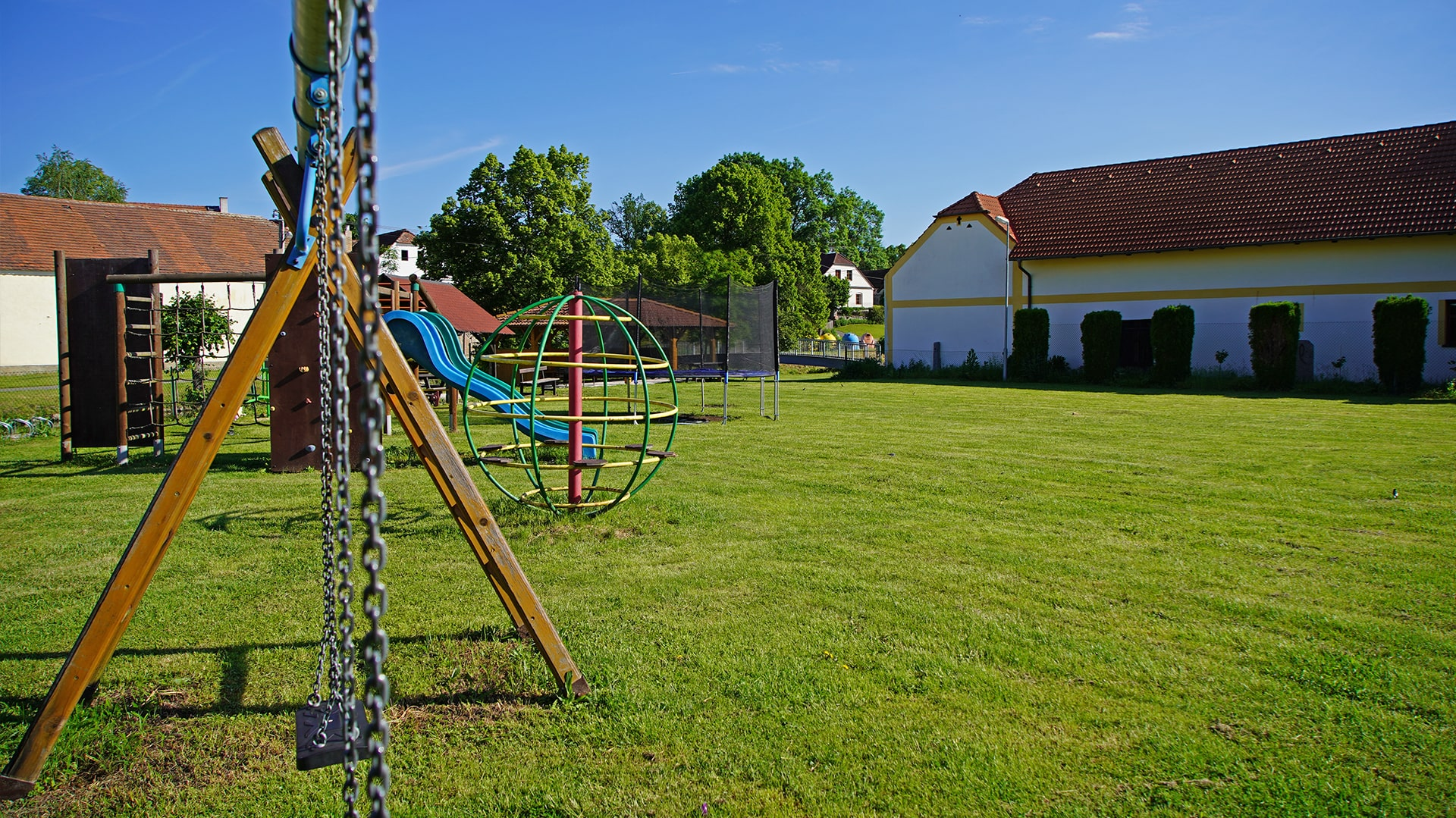
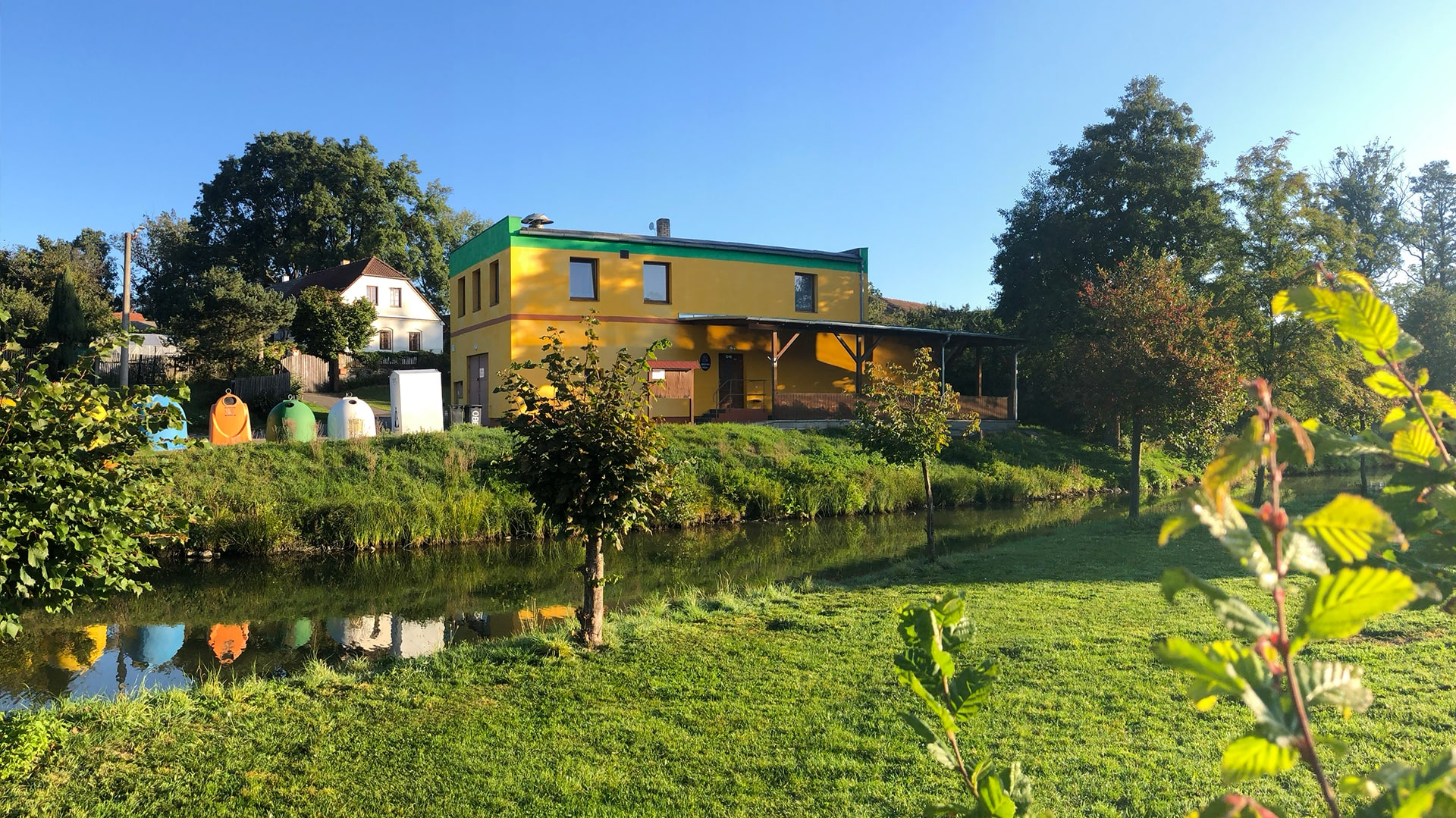
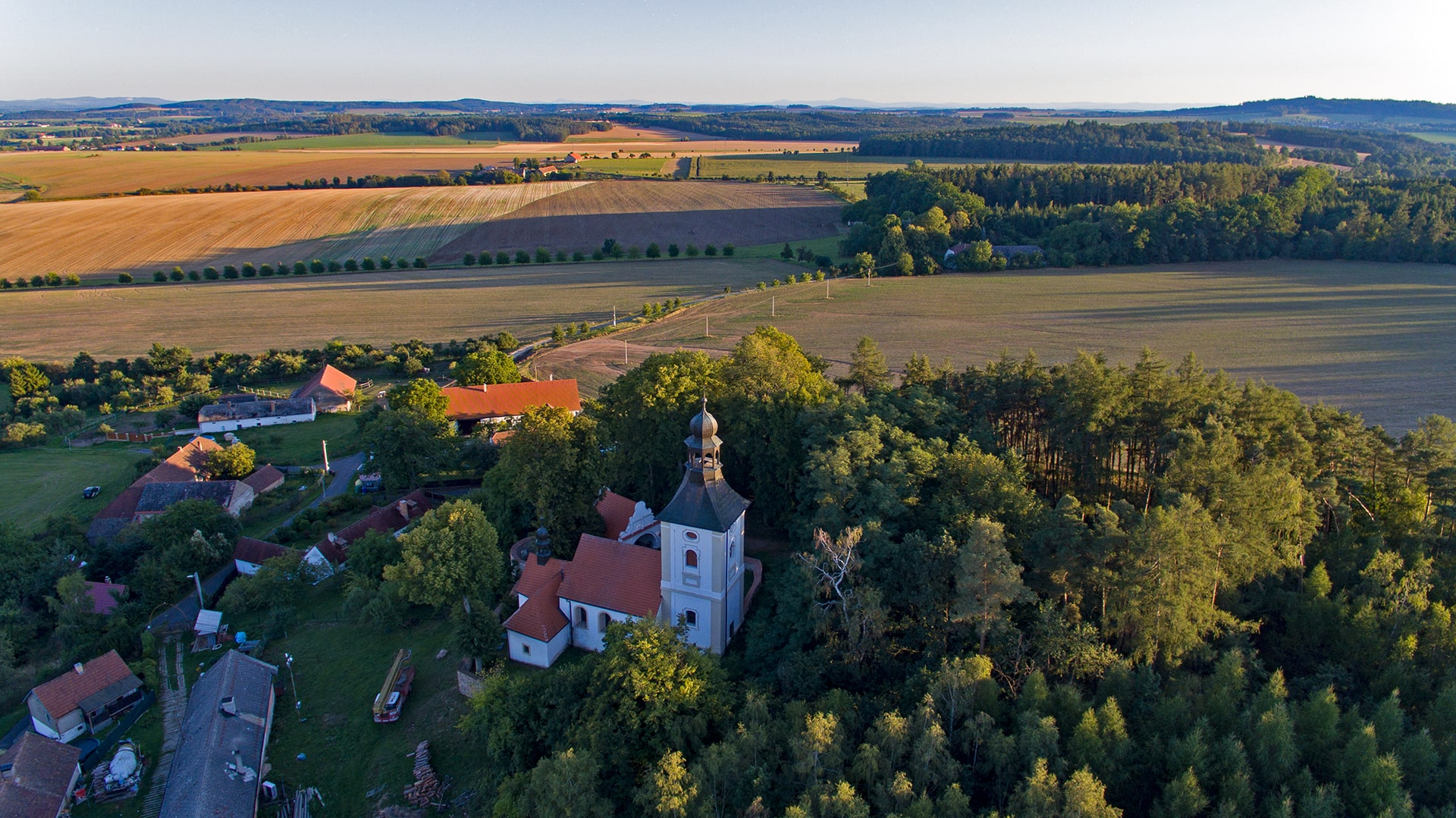